# The Dutch Tenors
The Dutch Tenors is een Nederlandse groep van vier zangers, bestaande uit Jonathan Vroege, Frank van Hengel, Dirk van den Brand en Floris van Gulik. De groep is in 2019 opgericht en zingt muziek uit het ‘klassiek-pop' cross-over repertoire, veelal in het Engels en Italiaans.

## Biografie
The Dutch Tenors werd in 2019 opgericht door Roos van der Waerden. De vier mannen, Jonathan Vroege, Frank van Hengel, Dirk van den Brand en Floris van Gulik, hadden direct een klik met elkaar. Alle vier hebben ze gestudeerd aan een conservatorium en ieder was eerder werkzaam in de muziek- en musicalwereld. De groep bracht in de tweede helft van 2019 zijn eerste drie singles uit: When We Were Young (Adele), Perfect Symphony (Ed Sheeran & Andrea Bocelli) en Hallelujah (Leonard Cohen). Eind november hadden ze hun eerste tv-optreden bij ‘Tijd voor MAX’ en leerde het grote publiek hen kennen.
Begin 2020 hadden The Dutch Tenors hun eerste tour van acht weken voor de Holland-Amerika Lijn in Zuid-Amerika. Na vier weken moest de groep huiswaarts keren vanwege de COVID-pandemie. Tijdens de pandemie heeft de groep in 2020 een aantal nieuwe singles uitgebracht. Ze brachten de mash-up Shallow / Sound of Silence uit, waarin de bekende nummers The Sound Of Silence (Simon & Garfunkel) en Shallow van de film ‘A Star is Born’ tot één lied werden versmolten. Fall On Me (Andrea Bocelli & Matteo Bocelli) werd later dat jaar uitgebracht; de videoclip werd opgenomen in samenwerking met dansers Christine Ceconello en Edgar Sagarra, gechoreografeerd door Klevis Elmazaj. De laatste single die ze in 2020 uitbrachten was Never Enough (The Greatest Showman).
Ter ere van de nieuwe James Bond film No Time to Die in 2021 heeft de groep een mash-up gemaakt, met bijbehorende videoclip, van verschillende bekende James Bond soundtracks: No Time To Die / 007 Mash-Up. In 2022 was de release van hun single The Book of Love (The Magnetic Fields, later gecoverd door Peter Gabriel).
Vanaf 2022 is de groep begonnen aan een samenwerking met Guido Dieteren en zijn European Pop Orchestra, voornamelijk voor hun internationale boekingen. The Dutch Tenors waren die zomer voor het eerst te zien bij de concerten van het orkest op de grote markt in Kerkrade.
In de zomer van 2023 reisden de mannen samen met het European Pop Orchestra naar Petra, Jordanië voor een bijzonder concert. Aan het eind van dat jaar brachten The Dutch Tenors hun eerste album uit: Live in Concert. Op Kerstavond 2023 waren ze op televisie te zien met een registratie van hun concert in Studio 21 vanuit het Media Park in Hilversum.
Begin 2024 maakte de groep bekend dat ze in het najaar van 2024 het theater in gaan met hun eerste theatertour. Naast hun theatertour zijn ze vanaf eind 2024 ook te horen in de bioscoop. Ze hebben hun stemmen verleend aan het mannelijke ensemble van de Nederlandse versie van de bioscoopfilm Wicked (2024).
In het najaar van 2025 zal de theatertour 'Pop Meets Classic' in reprise gaan en zullen The Dutch Tenors tevens hun Kerstvoorstelling 'A December To Remember' gaan spelen in de Nederlandse Theaters.

## Discografie

### Singles
| Jaar | Titel                        | Opmerkingen                                     |
| ---- | ---------------------------- | ----------------------------------------------- |
| 2019 | When We Were Young           | cover van Adele                                 |
| 2019 | Perfect Symphony             | cover van Ed Sheeran en Andrea Bocelli          |
| 2019 | Hallelujah                   | cover van Leonard Cohen                         |
| 2020 | Shallow/The Sound of Silence | mash-up van Bradley Cooper en Simon & Garfunkel |
| 2020 | Fall On Me                   | cover van Andrea en Matteo Bocelli              |
| 2020 | Never Enough                 | cover uit The Greatest Showman                  |
| 2021 | No Time To Die/007 Mash-up   | mash-up uit James Bond                          |
| 2022 | The Book of Love             | cover van The Magnetic Fields                   |

### Albums
| Jaar | Titel           | Opmerkingen |
| ---- | --------------- | ----------- |
| 2023 | Live In Concert | livealbum   |